# Нікольський Олександр Михайлович
Олекса́ндр Миха́йлович Ніко́льський (18 лютого (2 березня) 1858 , Астрахань  — 8 грудня 1942 , Харків ) — український зоолог, мандрівник, педагог, популяризатор науки, академік Української академії наук (УАН, ВУАН, АН УРСР) (1919), професор (1903), доктор зоології (1887).
Вперше для науки описав щонайменше 47 нині визнаних видів рептилій, амфібій, риб і ссавців.

## Життєпис
Народився 18 лютого 1858 року в Астрахані. З 1877 по 1881 роки навчався в Петербурзькому університеті.
З 1881 по 1891 роки він брав участь у численних експедиціях до Сибіру, Кавказу, Персії, Японії та ін.
У 1887 році він став ад'юнкт-професором в Санкт-Петербурзі, а в 1895 став директором відділу герпетології Зоологічного музею Академії наук.
У 1903 році він переїхав як професор Харківського університету, а в 1919 був обраний членом Академії наук України.
Серед його доробків є дві фундаментальні праці — Herpetologia Caucasica (1913) та огляд плазунів і амфібій в серії «Фауна Росії і суміжних країн».
Нікольським описано 30 нових для науки сучасних видів плазунів, 7 видів земноводних, 9 видів риб і 1 вид ссавців (кріт алтайський), які є наразі визнаними.
Помер під час нацистської окупації м. Харків 8 грудня 1942 р. Могила академіка Нікольського знаходиться на міському кладовищі № 2 у Харкові.
У 1989 році на VII Загальносоюзній герпетологічній конференції у Києві було прийнято рішення надання імені О. М. Нікольського Загальносоюзному Герпетологічному Комітету (заснований у 1962 р.). У 1991 р. при Російській Академії Наук було організовано Герпетологічне Товариство ім. О. М. Нікольського.
Дочка — Олена Олександрівна Нікольська (1892—1943), український мистецтвознавець, учениця Федора Шміта, науковий співробітник Харківського художньо-історичного музею (ХДХІМ) при Харківському університеті і Української картинної галереї. Відомі два портрети Олени Нікольської, написані Зінаїдою Серебряковою в Харкові, в період, коли вони разом працювали в художньо-історичному музеї.
Будинок сім'ї Нікольських зберігся і розташований за адресою вул. Семінарська 36, Харків. Будівля зазнала пошкоджень під час бомбардувань російською авіацією м. Харкова в лютому-березні 2022 та обстрілів російськими балістичними ракетами 30 березня 2023 р.[джерело?]